# سيرجيو بيرناس
أنطونيو سيرجيو بيرناس كارديناس (من مواليد 25 مايو 1976) هو مدرب كرة قدم إسباني ومدير حالي لمنتخب المغرب تحت 17 سنة.

## مهنة التدريب
بدأ حياته المهنية كمدرب كرة قدم في عام 1999 خلال ستة مواسم في أكاديمية خيتافي للشباب ثم وقع مع نادي أتلتيكو مدريد لمدة سبعة مواسم حيث بدأ أيضًا في أداء وظائف في قسم المنهجية والتحليل.
بين عامي 2012 و2014 أتيحت له الفرصة ليعيش تجربته الدولية الأولى ، حيث تسلم رئاسة الجهاز التدريبي في منتخب المملكة العربية السعودية تحت 19 سنة لمدة سبعة أشهر ، ثم عمل كمدرب مساعد في المنتخب السعودي الأول برئاسة خوان رامون لوبيز كارو لمدة عامين. حيث أتيحت له الفرصة للعب بطولات مثل تصفياتكأس العرب 2012 ، كأس الخليج 2014 ، كأس آسيا 2015 ، حيث تراكمت لديه عدد كبير من المباريات الدولية.
في عام 2015 بدأ مرحلته الثانية في أتلتيكو مدريد حتى عام 2017 ، حيث كان مشرف الأداء في أكاديمية الشباب ، والمدير الرياضي لمشروع واندا ، ومدير تطوير الأداء للاعبين الصينيين بهدف دمجهم في فرق محترفة ، وعضو أكاديمية الشباب قسم المنهجية ومشرف الأداء للمشاريع الدولية. في الوقت نفسه ، وفي موسم 2015-16 أصبح محلل الفريق الأول.
في عام 2016 ، خلال مرحلته الثانية في أتلتيكو مدريد ، وفي فترة توقف لمدة 5 أشهر ، أتيحت له الفرصة لتجربته الدولية الثانية في كرة القدم الاحترافية في نادي داليان ييفانغ في الصين ، حيث أصبح أولاً مساعداً في الفريق الأول ثم أنهى الموسم كرئيساً للجهاز التدريبي ومديراً لمشروع التطوير لإضفاء الطابع الاحترافي على النادي. وبمجرد انتهاء الموسم عاد إلى مهامه في أتلتيكو مدريد.
بعد الانتهاء من مرحلته الثانية في أتلتيكو مدريد ، عاد إلى المملكة العربية السعودية لينضم إلى نادي الاتفاق حيث عمل في موسم 2017-18 كمدرب في فريق الشباب تحت 19 عامًا ، وفي النصف الأخير من الموسم أصبح جزءًا من الجهاز الفني للفريق الأول كمساعد ويقوم بالوظائف الإشرافية.
خلال موسم 2018-2019 ، شغل منصب المدير الفني لفريق الاتفاق المحترف في الدوري السعودي ، بعد أن بدأ العام بمهام أخرى. وتولى مسؤولية الفريق بعد 11 يوم مع الجهاز الفني.
بعد هذه المرحلة العربية ، تعاقد في يناير 2020 مع الاتحاد المغربي لكرة القدم ، ليشارك مشروع تطوير كرة القدم في المغرب. واستلم مهمة تدريب المنتخب المغربي لكرة القدم تحت 17 سنة، في فبراير 2020. في إطار التعيينات التي قام بها المدير التقني الوطني، أوشن روبيرتس. وفي نيسان 2021 ، انفصلت الجامعة الملكية المغربية لكرة القدم عن مدرب المنتخب الوطني تحت 17 سنة، سيرجيو بيرناس، دون أن يقود هذا الأخير «أِشبال الأطلس» في أي مسابقة رسمية، وذلك بعد إلغاء مسابقة كأس أمم أفريقيا للفتيان التي كانت مقررة أن تقام بالمغرب في شهر مارس 2021.

## وصلات خارجية
- سيرجيو بيرناس على ترانسفير ماركت
- الصفحة الرسمية لسيرجيو بيرناس
- صحيفة إسبانية: المنتخب العراقي يحلم بالتعاقد مع مساعد سيميوني
- Sergio Piernas, Morocco U-17 coach: "The Moroccan player has a very special spirit of belonging to the national team"